# Fredrik Svensson (programledare)
Erik Fredrik Christian Svensson, född 3 oktober 1990 i Påryd i Karlslunda församling, är en svensk programledare. Han var bisittare till David Lindgren i Melodifestivalen 2018, som Fab Freddie. Tidigare har han bland annat varit programledare för Splays serie Fomo och Random Mix och Morgonshowen på SVT Barn. 

## Biografi
Svensson studerade IT-Media vid John Bauer-gymnasiet i Kalmar och studerade sedan TV-produktion vid Gamleby folkhögskola. Efter sin utbildning flyttade han till Stockholm och började arbeta på olika tv-produktioner. Körslaget, Let's Dance och Paradise hotel arbetade han med som bland annat publikansvarig och deltagaransvarig. Han arbetade även som inspelningsassistent på Solsidan och Äkta Människor. 
År 2013 vann Svensson pris för Årets organisatör vid TV-producenternas prisgala Riagalan för sina insatser som publikansvarig på flera produktioner.
Svensson har även delat ut pris vid QX-galan och underhöll vid Youtube-galan Guldtuben. 

## Programledare
Under sina år på Splay medverkade Svensson flera gånger i videor med andra YouTubers och programledde även några av Splays egna serier så som Sminkduellen, Försökskaninerna och Fomo.
Hösten 2016 ledde Svensson Barnkanalens morgonprogram Morgonshowen en gång i veckan. Våren 2017 blev han en av fyra programledare för Barnkanalens nystartade ungdomsprogram Random Mix och blev programmets frontfigur. Programmet sände sin första säsong i Barnkanalen men gick inför säsong två över till att sända på SVT Play och Barnplay.   
År 2016 medverkade Svensson i Världens barn-galan och agerade barnens superhjälte och åkte runt och samlade in pengar till förmån för Världens barn.
Under 2017 startade Svensson podcasten Fabfreddie och helt vanliga Mia TV-podden tillsammans med TV-producenten Mia Berg i vilken de berättar om sina erfarenheter inom TV-branschen.
Under Melodifestivalen 2018 var han bisittare till David Lindgren. Svensson medverkade i Let's dance 2019.